# Констанция Арпад
Констанция Арпад е унгарска принцеса от рода на Арпадите и кралица на Чехия – втора съпруга на чешкия крал Отокар I.

## Произход и ранни години
Родена е около 1180 година. Дъщеря е на унгарския крал Бела III и на антиохийската принцеса Агнес. По майчина линия Констанция е племенница на византийската императрица Мария Антиохийска – съпруга на император Мануил I Комнин.
През 1189 г. Констанция е сгодена за 22-годишния швабски херцог Фридрих – син на германския император Фридрих I Барбароса, който през същата година преминава с кръстоносните си войски през Унгария на път за Светите земи. Бащата на Констанция отказва да се включи в Третия кръстоносен поход, но в знак на добрите си намерения се съгласява да даде дъщеря си за съпруга на швабския херцог. Фридрих обаче се отправя на поход в Палестина заедно с баща си и умира на 20 януари 1191 г. при обсадата на Акра.

## Кралица на Чехия
През 1199 г. Констанция е омъжена за чешкия крал Отокар I Пршемисл. Съпругът на Констанция е с 25 години по-възрастен от нея и вече има един брак зад гърба си – с Аделхайд фон Майсен. Първият брак на краля обаче е разтрогнат под предлог за кръвно родство, въпреки че от него се раждат четири деца. Аделхайд обаче не се отказва от правата си и обжалва развода пред папа Инокентий III. През 1205 г. бившата съпруга на краля дори се връща в Прага, което заедно със смъртта на най-големия син на Констанция предизвиква криза в отношенията между Констанция и съпруга ѝ. В резултата на това Констанция е изгонена от двора. В изгнание тя ражда втория си син – Венцеслав, който е признат от баща си за законен наследник на чешката корона. Междувременно папският съд признава развода на Отокар и Аделхайд за каноничен, след което Констанция се завръща в Прага.
Констанция е известна със своята благотворителна дейност, за която свидетелстват множество документи, в които нейният подпис стои редом до този на съпруга ѝ.

## Следващи години
Отокар I умира през 1230 г. След смъртта му Констанция получава като вдовишки дял градовете Бржецлав, Прибиславице, Долни Кунице, Годенц и Будейовице, като владенията ѝ били поставени под закрилата на светия престол от папа Григорий IX.
През 1233 Констанция основава в Моравия манастира Порта Коели, в който постъпва като монахиня. В този манастир тя умира на 6 декември 1240 г.

## Деца
От брака на Констанция и Отокар I се раждат девет деца:
- Вратислав
- Юдита Пршемисловна
- Анна Лехницка
- Венцеслав I
- Владислав, маркграф на Моравия
- Пршемисъл от Моравия, маргкраф на Моравия
- Анежка
- Божена
- Св. Анежка